# 感覺 (專輯)
《感覺》是鄺美雲的第十六張大碟，第十張粵語專輯，於1991年5月推出，當時DMI為宣傳專輯，就與無線電視合作，為她在北京拍攝音樂特輯，專輯的第一主打歌則是《別假裝捨不得》，第二主打歌是《魔鬼二世》，第三主打歌是《思想撲火》。

## 曲目
| 曲序 | 曲名           | 曲                                              | 詞     | 編曲          | 附註                                                    |
| 01   | 沒法再去愛他人 | Adna Abu Hassa Jamal Udin Bin Sulik Akaseribayu | 向雪懷 | Roel.A.Garcia |                                                         |
| 02   | 別假裝捨不得   | 譚健常                                          | 小美   | 林鑛培        | 第一主打 改編自陳艾湄及周裕先的《我悄悄地蒙上你的眼睛》 |
| 03   | 思想撲火       | 雷宇揚                                          | 小美   | 林鑛培        | 第三主打 國語版為《還我一個像你的人》                   |
| 04   | 玻璃鞋         | 徐日勤                                          | 周禮茂 | 徐日勤        |                                                         |
| 05   | 夢中情人       | 黃真                                            | 黃真   | 盧東尼        |                                                         |
| 06   | 魔鬼二世       | 黛比·哈利 克里斯·史坦                           | 周禮茂 | 林鑛培        | 第二主打 改編自Associates Popera的《Heart Of Glass》    |
| 07   | 不必多說       | 林志美                                          | 林志美 | 盧東尼        |                                                         |
| 08   | 人間世外       | 馬可                                            | 林夕   | 林鑛培        | 國語版為《南泥灣》                                      |
| 09   | 蠻             | 林敏怡                                          | 林敏驄 | 林敏怡        |                                                         |
| 10   | 無法解釋的感覺 | 徐日勤                                          | 小美   | 徐日勤        |                                                         |

## 唱片版本
- CD版
- 黑膠唱片版
- 錄音帶版